# El sueño del arquitecto
El sueño del arquitecto (The Architect's Dream) es un óleo de 1840 creado por Thomas Cole para el arquitecto neoyorquino Ithiel Town. Cole incorporó piezas de arquitectura de los estilos egipcio, griego, romano y gótico en varias partes del cuadro. Cole terminó el cuadro en sólo cinco semanas y lo mostró en la exposición anual de la Academia Nacional de Diseño de ese año. Sin embargo, el cuadro no fue bien recibido por Town, que se negó a aceptarlo porque afirmaba que era "exclusivamente arquitectónico". Dada pues la época arquitectónica del momento, concordante con el historicismo arquitectónico, se dice que la tendencia de esta obra se acerca al mismo, aún también al romanticismo.